# Volo AVAir 3378
Il volo AVAir 3378 era un volo di linea partito dall'aeroporto internazionale di Raleigh-Durham e diretto all'aeroporto internazionale di Richmond che si  schiantò dopo il decollo da Raleigh-Durham, nella tarda notte del 19 febbraio 1988. Tutte le 12 persone a bordo morirono nell'incidente.

## L'aereo
Il volo era operato da un Fairchild Swearingen Metroliner; l'equipaggio in cabina di pilotaggio era composto dal capitano Walter R. Cole Jr., di 38 anni, e dal primo ufficiale Kathleen P. Digan, di 28 anni. L'aereo non era dotato di un registratore di suoni in cabina (CVR) o di un registratore dei dati di volo (FDR) e, in base alle normative vigenti all'epoca, non era tenuto ad averlo.
Le condizioni meteo al momento dell'incidente erano caratterizzate dalla presenza di nubi a bassa quota e scarsa visibilità.

## L'incidente
Il volo AVAir 3378 decollò dall'aeroporto internazionale di Raleigh-Durham alle 21:25 ora locale, salendo ad un'altezza di 300 piedi. Poco dopo, il controllo del traffico aereo ricevette l'ultima trasmissione dai piloti dell'aereo. Il velivolo mantenne una velocità di ascesa adeguata, ma la velocità di virata risultò eccessiva, da 40 a 45 gradi; una velocità di virata standard avrebbe dovuto essere di 22 gradi; a causa di questo fattore l'aereo iniziò a perdere quota, impattando l'acqua in un lago artificiale a 100 piedi dalla costa, distante 5100 piedi a ovest della pista di partenza. Il velivolo continuò la sua corsa lungo la foresta sulla terraferma. A seguito dello schianto, sul luogo dell'incidente si svilupparono anche alcuni incendi, rapidamente estinti dai soccorritori.
L'addetto al controllo del traffico aereo, ricostruendo le ultime azioni, riferì di aver autorizzato l'aereo immediatamente precedente, un MD-80 dell'American Airlines, a decollare. Rilevò l'MD-80 sul radar, regolarmente decollato, e autorizzò la partenza dell'AVAir 3378. Vide brevemente l'AVAir 3378 in aria seguendolo sul radar, per poi autorizzare la partenza di un aereo della Piedmont. Nei successivi 3 minuti autorizzò l'atterraggio di un Cessna, si coordinò con il controllore di terra e tentò di localizzare l'AVAir 3378. Alle 21:31:45, allertò i soccorsi.

## Le indagini
L'NTSB pubblicò il suo rapporto definitivo sul disastro il 13 dicembre 1988. Gli investigatori scoprirono che la causa preliminare dell'incidente fu l'incapacità dell'equipaggio in cabina di pilotaggio di mantenere una corretta traiettoria di volo, a causa della lettura impropria da parte del primo ufficiale degli strumenti di bordo e dei dati da essi forniti; l'equipaggio inoltre non reagì prontamente a un guasto occorso al sistema di allarme di stallo aerodinamico. I fattori che contribuirono al disastro furono la mancanza di risposta da parte di AVAir riguardo indicazioni, ben documentate, di difficoltà nelle capacità di pilotaggio del primo ufficiale e la mancanza di sorveglianza della FAA nei confronti della compagnia aerea
Nel 1993, l'Air Line Pilots Association (ALPA) presentò una petizione contro i risultati dell'indagine, e chiese che fosse riconsiderata. L'NTSB accolse la petizione solo in parte, riformulando che la probabile causa di questo incidente fu l'incapacità dell'equipaggio di condotta di mantenere una traiettoria di volo adeguata. I fattori che contribuirono al disastro furono l'inefficace gestione e la carente supervisione nelle fasi di addestramento, nelle operazioni di pilotaggio e e la sorveglianza inappropriata della FAA verso AVAir.